# Phormingochilus hatihati
Espèce
Phormingochilus hatihati est une espèce d'araignées mygalomorphes de la famille des Theraphosidae.

## Distribution
Cette espèce est endémique de Sulawesi en Indonésie,. Elle se rencontre vers Tammajarra.

## Description
Le mâle holotype mesure 37,6 mm, les mâles mesurent de 29,0 à 37,6 mm et les femelles de 31,7 à 53,5 mm.

## Systématique et taxinomie
Cette espèce a été décrite par Müller, Fardiansah, Schneider, Wanke, von Wirth et Wendt en 2024.

## Publication originale
- Müller, Fardiansah, Schneider, Wanke, von Wirth & Wendt, 2024 : « Description of a new genus and two new species of Ornithoctoninae from Southeast Asia (Araneae: Theraphosidae). » Integrative Systematics, vol. 7, no 2, p. 23-39.